# Брандуарди, Анджело

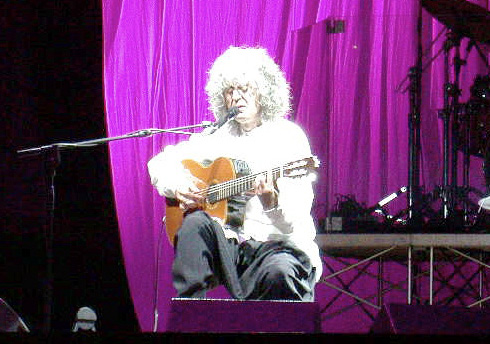
Брандуарди в Неаполе, 2005 год.

А́нджело Брандуа́рди (итал. Angelo Branduardi; род. 12 февраля 1950 г., Куджоно) — итальянский певец и композитор. Его музыку обычно характеризуют как фолк-рок со средневековыми влияниями. А. Брандуарди исполняет свои песни на разных языках: итальянском, французском, английском, испанском, на древних языках.

## Биография
Анджело Брандуарди родился в Куджоно, маленьком городке в провинции Милан, но его семья скоро переехала в Геную. Он закончил музыкальную школу по классу скрипки. В восемнадцатилетнем возрасте он сочинил одну из своих лучших песен на стихотворение «Исповедь хулигана» Сергея Есенина.
Брандуарди женат на Луизе Дзаппа (она автор слов большинства его песен), у них две дочери, Сара и Маддалена.

## Творчество

### Начало
Самый первый альбом Анджело Брандуарди, результат сотрудничества с композитором и одарённым исполнителем Маурицио Фабрицио, не был издан. Первый изданный альбом — «Анджело Брандуарди» («Angelo Branduardi», 1974 г.).

### Менестрель
Альбом «Ла луна» («La luna»), в который вошли «Исповедь хулигана» и нежная песня, давшая название всему альбому, стал прелюдией к успеху следующих работ. Широкую известность получил альбом «На восточной ярмарке» («Alla fiera dell’est», 1976 г.). За ним последовали «Водяная блоха» («La pulce d’acqua», 1978 г.) и «Сорви первое яблоко» («Cogli la prima mela», 1979 г.). В этих альбомах А. Брандуарди использовал темы старинной музыки, в основном эпохи Возрождения и раннего барокко. Сама песня «Alla fiera dell’est» любима итальянцами всех возрастов за своеобразную фольклорную форму, в которой начальный сюжет повторяется, обогащаясь новыми деталями.
Источниками для текстов песен послужили самые разные сюжеты и темы: «Пляска смерти», сюжет о невесте сатаны, традиции Китая, американских индейцев, друидов, а также библейские апокрифы. Успех концертам обеспечило применение необычных инструментов, среди которых цимбалы, флейта Пана, лютня, кларнет, вместе с привычными гитарами и ударными.

### Экспериментирование и кризис
Следующие альбомы отмечены растущим стремлением композитора к экспериментированию и изменениям. В альбоме «Брандуарди» («Branduardi», 1981 г.) звучат более личные интонации. Песни в «В поисках золота» («Cercando l’oro», 1983 г.) имеют сложные, изысканные аранжировки. Альбом «Брандуарди поет Йейтс» («Branduardi canta Yeats», 1985 г.) — дань уважения Уильяму Йейтсу. В альбоме «Хлеб и розы» («Pane e rose», 1988 г.) рисуются уже более мрачные картины жизни и смерти. Песни А. Брандуарди 1980-х годов ещё напоминают по стилю более ранние, но, кажется, уже потеряли ту сильную ритмическую энергию, которой отмечены такие его шедевры, как «Танец фа диез минор» («Ballo in Fa Diesis Minore») и «Кольи ла прима мела» («Cogli la prima mela»). Альбом «Вор» («Il ladro», 1991 г.) относится к трудному, на грани депрессии, периоду в жизни А. Брандуарди, что отозвалось в мрачном стиле пения.

### Возвращение к жизни
В альбоме «Можно делать» («Si puó fare», 1993 г.) уже нет прежних мрачных интонаций, но теперь певец пытается избавиться от образа «менестреля», который стал для него слишком тесным. В 1994 г. вышел альбом «Воскресенье и понедельник» («Domenica e Lunedì»), посвящённый Франко Фортини.

### Новые направления
В 1996 г., во время празднований по поводу восстановления собора в Спилимберго после катастрофического землетрясения 1976 года, А. Брандуарди записывает необычный альбом «Античное будущее» («Futuro Antico»), в котором он выступает как музыкант раннего барокко. Он использует имевшийся музыкальный материал, смешивает его со своими мелодиями, добавляет слова. Этот опыт получил продолжение в альбомах «Античное будущее II» («Futuro Antico II») и «Античное будущее III» («Futuro Antico III»).
В 1998 г. А. Брандуарди вместе с итальянским комиком и писателем Джорджо Фалетти работает над альбомом «Палец и луна» («Il dito e la luna»).
Создавая альбом «Бесконечно малое» («L’infinitamente piccolo»), А. Брандуарди перерабатывает старинные музыкальные темы и берёт слова из произведений Франциска Ассизского и текстов о нём. На эту же тему Брандуарди пишет мюзикл «Франческо» («Francesco»).
В 2003 г., в период, отмеченный усилением расистских настроений и нетерпимости, в новом альбоме «Другое и в других местах» («Altro ed altrove») А. Брандуарди собирает истории о любви из разных культур.

## Дискография

### Студийные альбомы
- Angelo Branduardi («Анджело Брандуарди»), 1974
- La luna («Луна»), 1975
- Alla fiera dell’est («На восточном базаре»), 1976
- La pulce d’acqua («Водяная блоха»), 1977
- Cogli la prima mela («Сорви первое яблоко»), 1979
- Gulliver, la luna e altri disegni («Гулливер, луна и другие рисунки»), 1980
- Branduardi («Брандуарди»), 1981
- Cercando l’oro («В поисках золота»), 1983
- State buoni se potete («Будьте хорошими, если можете»), 1983, музыка к одноимённому фильму
- Branduardi canta Yeats («Брандуарди поёт Йейтса»), 1986
- Pane e rose («Хлеб и розы»), 1988
- Il ladro («Вор»), 1990
- Si può fare («Можно делать»), 1992
- Domenica e lunedì («Воскресенье и понедельник»), 1994
- Camminando camminando («Путешествуя»), 1996
- Il dito e la luna («Палец и луна»), 1998
- L’infinitamente piccolo («Бесконечно малое»), 2000
- Altro ed altrove («Другой и в другом месте»), 2003
- Senza spina, 2009
- Così è se mi pare, 2010
- Camminando camminando 2, 2012
- Il rovo e la rosa, 2013
- Il cammino dell'anima, 2019

### Проект Futuro Antico («Старинное будущее»)
- Futuro antico I 1996
- Futuro antico II (Sulle orme dei Patriarchi), 1999
- Futuro antico III (Mantova , la musica alla corte dei Gonzaga), 2002
- Futuro antico IV (Venezia e il Carnevale), 2007
- Futuro antico V (Musica della Serenissima), 2009
- Futuro antico VI (Roma e la Festa di San Giovanni), 2009
- Futuro antico VII (Il Carnevale Romano), 2010
- Futuro antico VIII (Trentino - Musica alla corte dei Principi Vescovi), 2014

### Сборники и концертные альбомы
- Incontro con Angelo Branduardi, 1977
- Il mondo di Angelo Branduardi, 1982
- Canzoni d'amore, 1984
- Musiche da Film, 1992
- Concerto, 1992
- Camminando Camminando - Live, 1996
- Studio Collection, 1998
- The Platinum Collection, 2005
- Camminando camminando in tre, 2014
- Da Francesco al Francesco, 2016